# TSPAN16
TSPAN16 (англ. Tetraspanin 16) – білок, який кодується однойменним геном, розташованим у людей на короткому плечі 19-ї хромосоми. Довжина поліпептидного ланцюга білка становить 245 амінокислот, а молекулярна маса — 26 266.
| 10         |  | 20         |  | 30         |  | 40         |  | 50         |
| ---------- |  | ---------- |  | ---------- |  | ---------- |  | ---------- |
| MAEIHTPYSS |  | LKKLLSLLNG |  | FVAVSGIILV |  | GLGIGGKCGG |  | ASLTNVLGLS |
| SAYLLHVGNL |  | CLVMGCITVL |  | LGCAGWYGAT |  | KESRGTLLFC |  | ILSMVIVLIM |
| EVTAATVVLL |  | FFPIVGDVAL |  | EHTFVTLRKN |  | YRGYNEPDDY |  | STQWNLVMEK |
| LKCCGVNNYT |  | DFSGSSFEMT |  | TGHTYPRSCC |  | KSIGSVSCDG |  | RDVSPNVIHQ |
| KGCFHKLLKI |  | TKTQSFTLSG |  | SSLGAAVIQR |  | WGSRYVAQAG |  | LELLA      |

A: Аланін

C: Цистеїн

D: Аспарагінова кислота

E: Глутамінова кислота

F: Фенілаланін

G: Гліцин

H: Гістидин

I: Ізолейцин

K: Лізин

L: Лейцин

M: Метіонін

N: Аспарагін

P: Пролін

Q: Глутамін

R: Аргінін

S: Серин

T: Треонін

V: Валін

W: Триптофан

Задіяний у такому біологічному процесі, як альтернативний сплайсинг. 
Локалізований у мембрані.